# Ruso-Balt

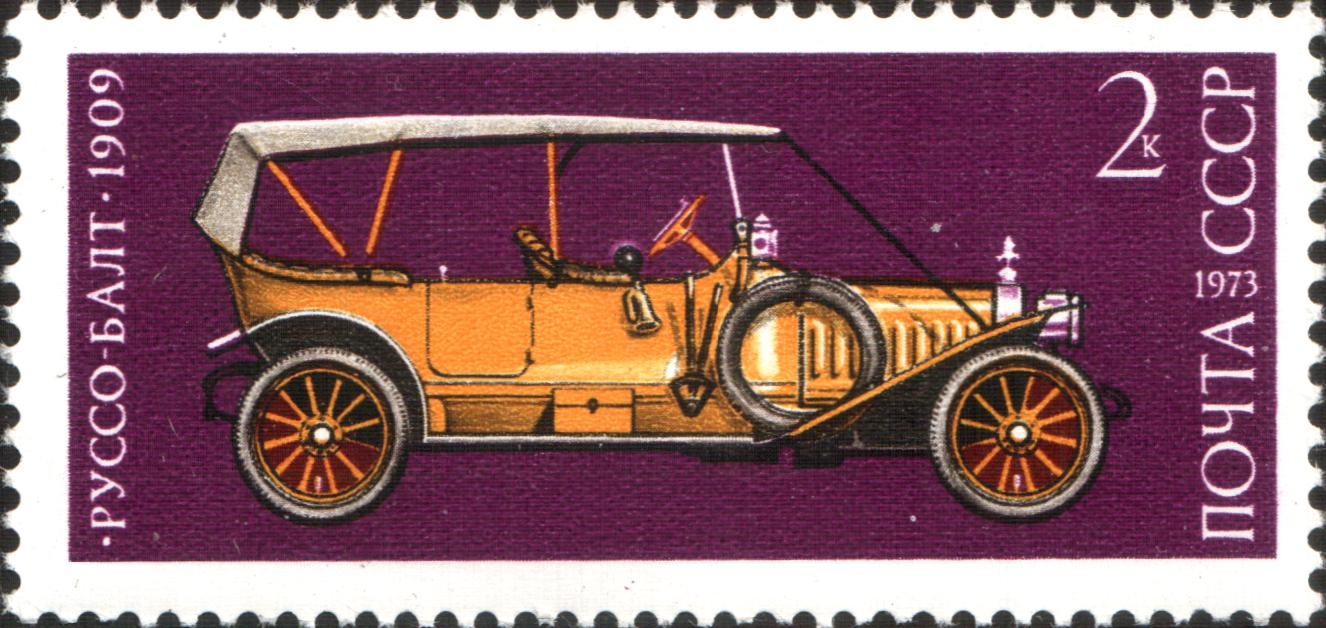
Sello soviético de 1973 con un automóvil Russo-Balt de 1909.

Ruso-Balt (en ruso: Русско-Балтийский вагонный завод, Russko-Baltiyskiy vagonnyy zavod; Fábrica de vagones Ruso-Báltico) fue una de las primeras empresas rusas que produjo vehículos y aviones entre 1909 y 1923. La compañía fue fundada en 1869 e inicialmente estaba ubicada en Riga, pero en vista de la Primera Guerra Mundial en el otoño de 1915, fue evacuada a Tver, Moscú y Petrogrado.

## Fábrica de vagones Ruso-Baltic

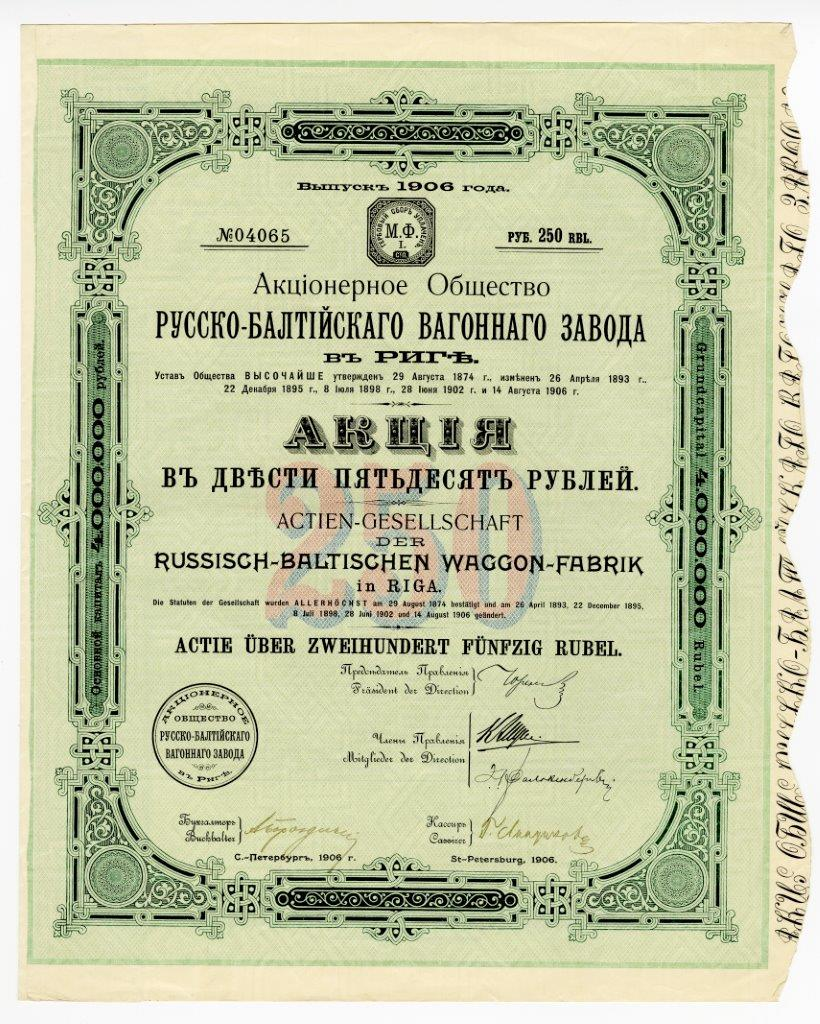
Bono de 250 rublos al portador de la sociedad anónima Ruso-Balt con un capital fijo de 4 millones de rublos. San Petersburgo, 1906.

La Fábrica de vagones Ruso-Baltic (en ruso: Русско-Балтийский вагонный завод, Rusko Baltiski Vagoni zavod) o RBVZ (РБВЗ) fue fundada en Riga, parte en ese momento del Imperio ruso y el mayor centro industrial del imperio. Originalmente la empresa era una subsidiaria de la empresa alemana Van der Zypen & Charlier con base en Colonia-Deutz, Alemania, fundada en 1869 para el ensamblaje de sus productos. En 1874 es cuando se convierte en la empresa RBVZ (РБВЗ) propiamente dicha. 
En 1894 la mayoría de las acciones fueron adquiridas por inversores de Riga y San Petersburgo, entre ellos los comerciantes alemanes-bálticos F. Meyer, K. Amelung, y Chr. Schroeder, así como Schaje Berlin, pariente de Isaiah Berlin. La empresa llegó a tener 3800 empleados.
La empresa ocupaba casi 20 hectáreas, y producía no solo vagones de ferrocarril, sino también maquinaria agrícola, motores de combustión interna, etc. En 1908, se abre una división para la fabricación de automóviles dentro de la empresa.

### Fabricación de automóviles

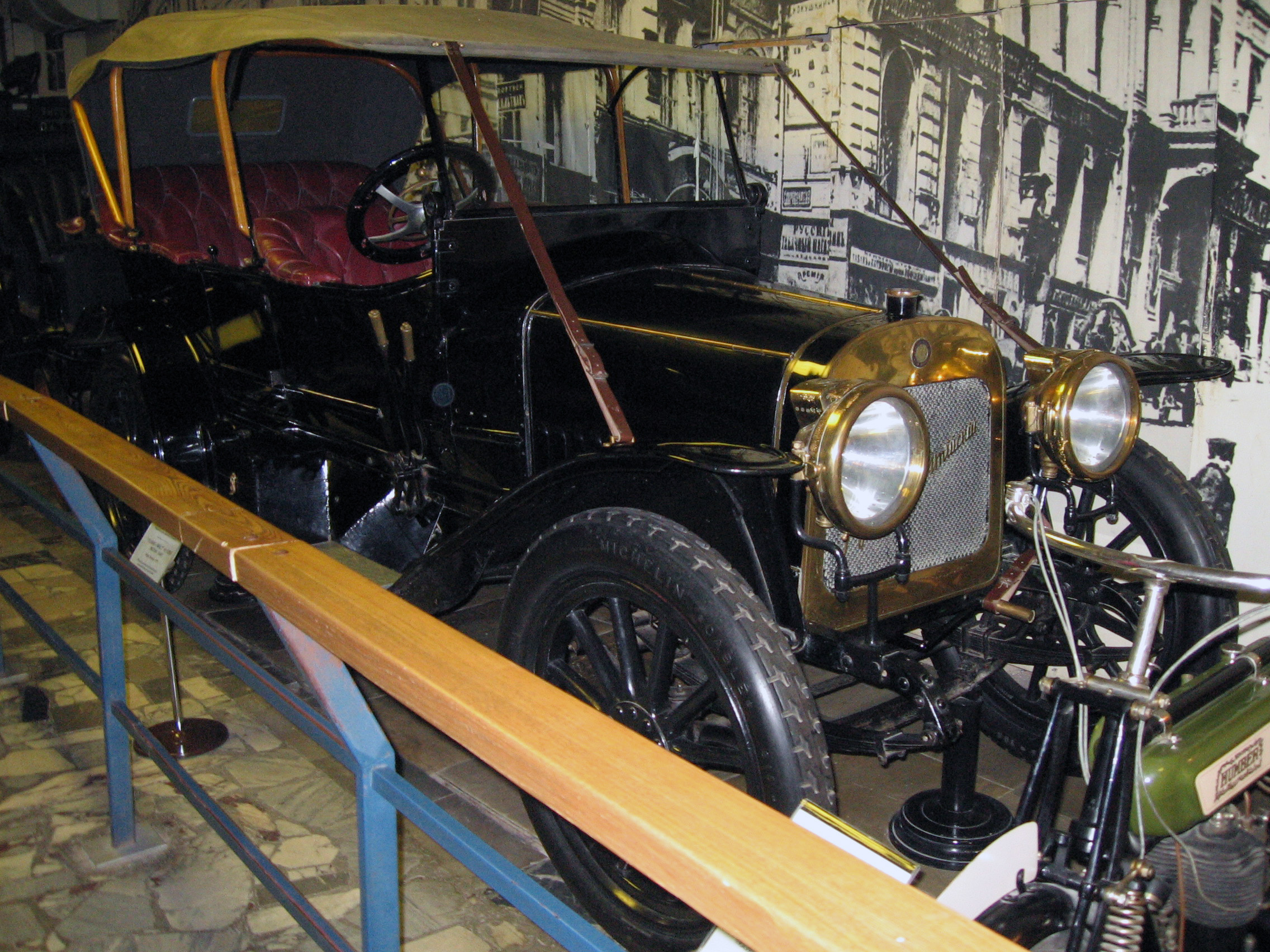
Ruso-Balt en el Museo del Automóvil de Moscú.

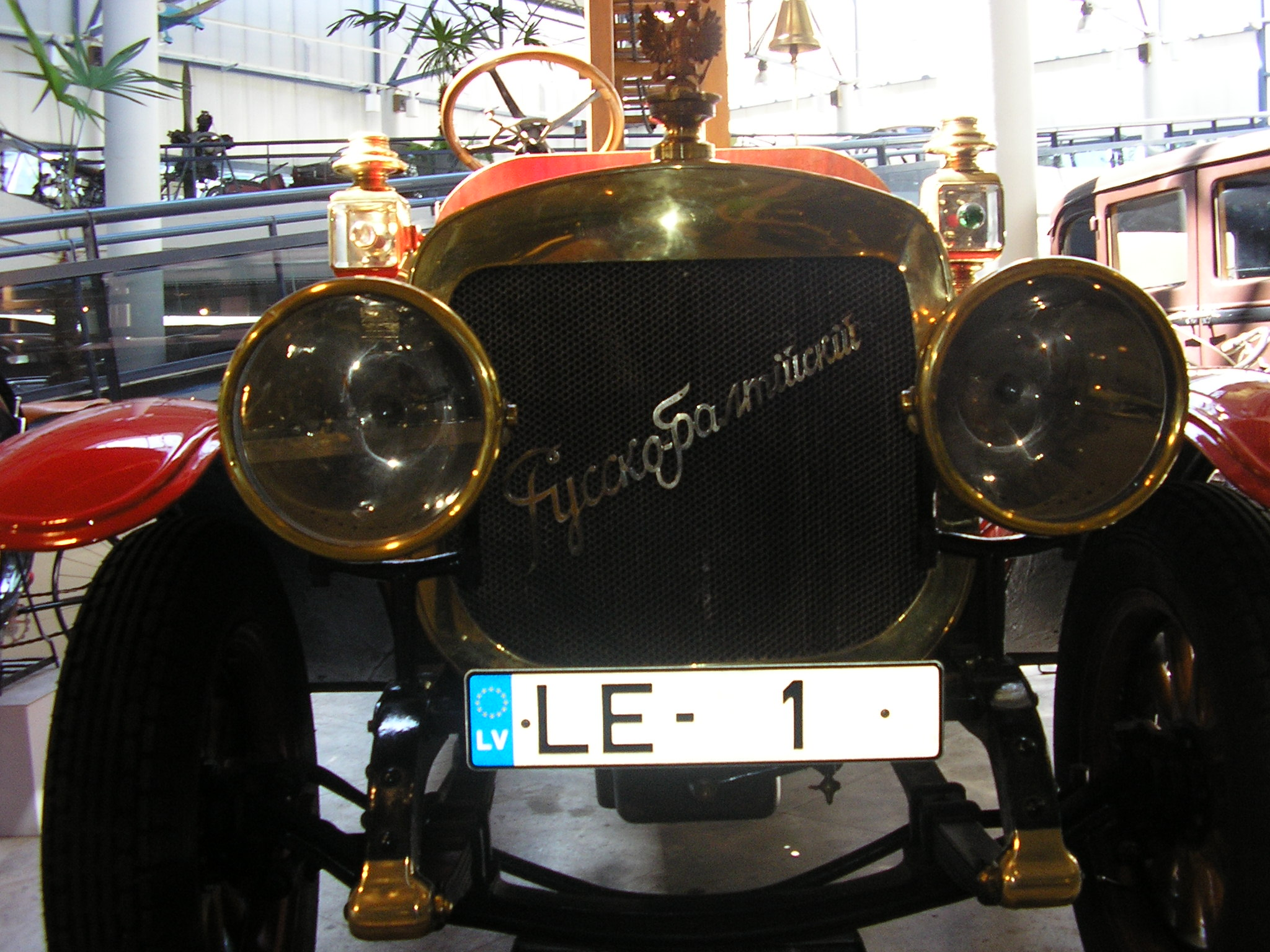
Camión de bomberos Ruso-Balt D24/40 de 1912, en el Museo de Riga.

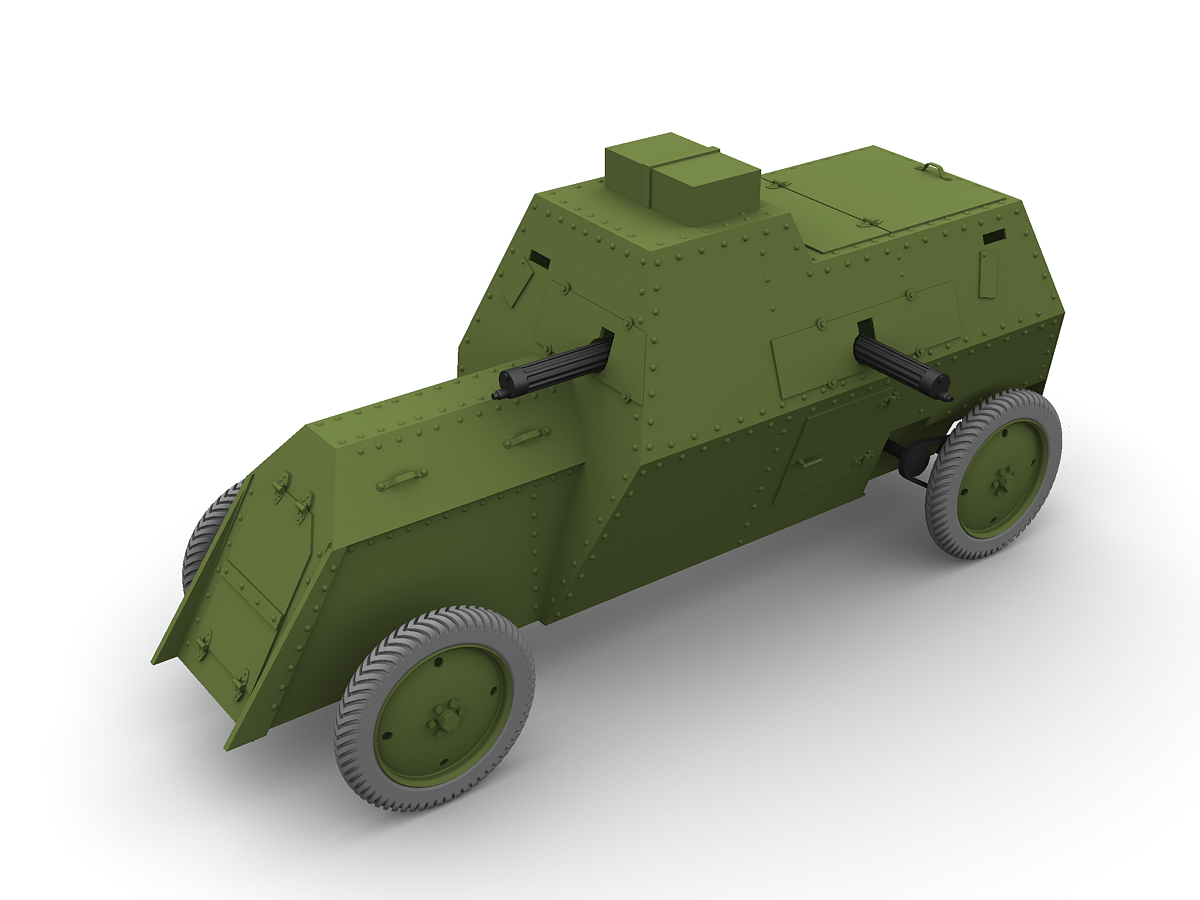
Automóvil blindado Ruso-Balt (1914).

Se inicia en colaboración con la marca belga Fondu, siendo su primer diseñador jefe un ingeniero de la misma, el suizo Julian Potterat. Al carecer de piezas de fabricación propia, la actividad inicial fue el ensamblaje de automóviles y no su fabricación.
Entre 1909 y 1915 se construyeron vehículos en la fábrica ferroviaria RBVZ. El primer vehículo propio salió el 26 de mayo de 1909, y fue el Ruso-Balt S24/30 (С24/30 ), un biplaza deportivo, de 24 caballos, con una potencia máxima de 30, de ahí su denominación, que permanecería para los siguientes vehículos.
Se fabricaron S24/30 con carrocería abierta y cerrada, con motor de combustión interna de cuatro cilindros, carburador sistema Potterat, y encendido Bosch. Iban equipados con una caja de cambios de cuatro marchas (tres adelante y marcha atrás). 
La siguiente serie fue la K 12/15 con un motor de 2.2 litros y de un solo bloque. Los vehículos de esta serie tuvieron constantes modificaciones, contabilizándose unas 30.
En 1910 la empresa adquirió la fábrica "Freze" ('Фрезе) en San Petersburgo, convirtiéndose en una filial de la "Ruso-Balt", pero en 1912 su producción estaba orientada a la fabricación de automóviles blindados para el ejército.
En 1910 la potencia era de 20 HP del modelo K 12/20, y en 1913 había subido a 24 HP, denominándose K 12/24. En [1912 apareció el modelo S24/35 (С24/35), llamad la 12º serie, del que se fabricaron no menos de 60 vehículos.  El modelo S24/40 (С24/40) fue la serie 13º, con un motor similar pero desarrollando 40 HP y con una caja de cambios de 4 velocidades.
El modelo más popular fue el S24, del que se fabricaron sumando todas sus series entre 1909 a 1917, un total de 347 vehículos. Del K12 un total de 141, del E15 71 y del D24 un total de 18.
La "Ruso-Baltic" también fabricó camiones, autobuses, camiones de bomberos, camiones postales, vehículos todo terreno para el ejército, automóviles deportivos (alcanzando una velocidad máxima de 130 km/h). Se produjeron 20 camiones de 5 toneladas T40, 19 camiones de dos toneladas M24, y 9 unidades del camión ligero D24.
La "Ruso-Balt" fue la primera fábrica rusa en producir automóviles en serie. Cada serie variaba entre 3 y 70 unidades, caracterizándose por su alta calidad y fiabilidad. Los ajustes de los componentes se hacían en centésimas de milímetros. El ciclo completo de fabricación se realizaba en la empresa, incluyendo la reparación de automóviles.
En agosto de 1909, la "Ruso-Balt" participó en la carrera de automóviles San Petersburgo-Riga-San Petersburgo, de 1177 kilómetros, obteniendo la medalla de oro. Entre 1910 y 1914 la "Ruso-Balt" participó en 16 competiciones. En 1911 un "Ruso-Balt" S24/30 (fabricado en 1909) participó en el raid San Petersburgo-Mónaco. En la carrera participaron 87 vehículos, llegando el primero a la meta. Los vehículos Ruso-Balt participaron en cinco exposiciones, incluidas dos exposiciones internacionales del automóvil, donde obtuvieron cinco medallas de oro.
La fábrica durante su funcionamiento se amplió sucesivamente, incrementando la producción de automóviles y lanzamiento de nuevos modelos. Entre 1908 y 1919 se produjeron 625 vehículos de distintos tipos. La Primera Guerra Mundial interrumpió el desarrollo de la fábrica. La división de automóviles se evacuó a Moscú y Petrogrado, y la sección de vagones a Tver. En 1917 la Ruso-Balt de San Petersburgo produjo 42 automóviles de los modelos S24/40 y entre 1923 y 1926 la BTAZ de Moscú produjo 22 vehículos del mismo modelo.
En 1922, toda la producción fue trasladada de San Petersburgo a la empresa BTAZ en Moscú. La empresa Ruso-Balt produjo camiones, autobuses y coches, y algunas veces réplicas de la empresa alemana Rex-Simplex o la belga Fondu.
Solo dos vehículos originales se conservan en la actualidad. Uno es el camión de bomberos Ruso-Balt construido sobre un chasis tipo D en 1912. El vehículo está expuesto en el Museo del Automóvil de Riga, Letonia. Otro Ruso-Balt K12/20 de 1911 se conserva en el Museo Politécnico de Moscú, Rusia.

### Fabricación del avión Ilya Muromets
El avión Ilyá Múromets se desarrolló en la división aérea de la Ruso-Balt de la fábrica de San Petersburgo, bajo la dirección de Ígor Sikorski. El equipo de la división estaba compuesto por los diseñadores K.K. Ergant (К. К. Эргант), M.F.Klimikséiev (М. Ф. Климиксеев), A.A: Serébrennikov (А. А. Серебренников), A.S. Kudashev (А. С. Кудашев), G. P. Adler (Г. П. Адлер) entre otros. 
El Ilyá Múromets fue el perfeccionamiento del Russky Vítyaz, en el que se había comprobado completamente su efectividad, y sin cambios sustanciales cambios del diseño del avión, se colocaron cuatro motores en el ala inferior del aparato, con un fuselaje rediseñado. Con la colocación de cuatro motores "Argus" de 100 HP cada uno, el aparato tenía el doble de largo y capacidad de carga, así como un vuelo a altitud máxima.
El Ilyá Múromets se convirtió en el primer bombardero estratégico cuatrimotor del mundo.

## Resurrección de la empresa

### Ruso-Baltic en Riga
En Riga, Letonia, existe una empresa llamada Ruso-Baltic que fabrica remolques. No hay conexión entre la misma y la empresa Ruso-Baltic de la preguerra excepto el nombre de la empresa.

### Vehículos de lujo Ruso-Baltic
La empresa "Ruso-Balt" fue resucitada en 2006 por un grupo de inversores alemanes y rusos para producir un vehículo de lujo, el "Russo-Baltique Impression", un cupé con unas fuertes líneas de estilo europeo de finales de la década de 1930. Los vehículos utilizan motores, transmisiones y suspensiones originales Mercedes del Mercedes CL63 AMG, expuesto por primera vez en el Concours d'Elegance de 2006.
El proyecto es producir un máximo de 10 o 15 automóviles, con un promedio de 2 o 3 al año, en la empresa alemana Gerg GmbH. El precio de venta al lanzamiento era de 50 millones de rublos o 1.800.000 dólares estadounidenses.